# Stade de football de Gwangyang
 (avril 2025).
Le stade de football de Gwangyang  (en coréen : 광양축구전용구장), surnommé « Dragon Dungeon », est un stade de football situé à Gwangyang, Corée du Sud.
Il est utilisé principalement pour le football, avec comme club résident le Jeonnam Dragons.
Construit en 1992 et ouvert en 1993, il peut accueillir 13 496 spectateurs.

### Lien et références
- (ko) Site officiel des Jeonnam Dragons
- (ru) Gwangyang Football Stadium

- (en) Cet article est partiellement ou en totalité issu de l’article de Wikipédia en anglais intitulé « Gwangyang Football Stadium » (voir la liste des auteurs).